# Hans von Berlepsch
Hans Hermann Carl Ludwig von Berlepsch (1850 - 27 de Fevereiro de 1915) foi um ornitólogo alemão.

## Biografia
Berlepsch estudou Zoologia na Universidade de Halle. Com a riqueza herdada, patrocinou coleccionadores de aves na América do Sul, incluindo Jean Kalinowski e o barão Hermann von Ihering. A sua colecção de 55.000 aves foi vendida ao Museu de Senckenberg, em Frankfurt am Main, depois da sua morte.
Especies que foram batizadas em homenagem a Berlepsch são: Parotia berlepschi e o tinamou-de-Berlepsch (Crypturellus berlepschi).

## Redescoberta recente
Em dezembro de 2005, a ave-do-paraíso Parotia berlepschi, previamente só conhecida de um único espécimen taxidermizado de uma pele de fêmea de origem desconhecida, foi descoberta nas Montanhas de Foja, na Papuásia, pelo ornitólogo Bruce Beehler.